# 张祖谅
张祖谅（1911年12月4日—1961年5月13日），中国人民解放军中将。

## 生平
获朝鲜民主主义人民共和国一级国旗勋章、二级自由勋章，1955年获二级八一勋章、二级独立自由勋章、一级解放勋章。